# Martin Sawi
Martin Sawi (* 16. September 1999), mit vollständigen Namen Hassen Martin Dominic Sawi, ist ein südsudanesischer Fußballspieler.

## Karriere

### Verein
Martin Sawi erlernte das Fußballspielen in der Jugendmannschaft des südkoreanischen Zweitligisten Ansan Greeners FC in Ansan. Seinen ersten Vertrag unterschrieb er am 1. Januar 2018 beim Goyang Citizen FC. Der Verein aus Goyang spielte in der fünften Liga, der damaligen K3 League Basic. Bei Goyang stand er zwei Jahre unter Vertrag. Im Januar 2020 wechselte er nach Yangju zum Drittligisten Yangju Citizen FC. Mit Yangju spielte er 18-mal in der dritten Liga. Im Januar 2021 nahm ihn der Ligakonkurrent Ulsan Citizen FC unter Vertrag.

### Nationalmannschaft
Martin Sawi spielt seit 2019 für die südsudanesische Nationalmannschaft. Sein Debüt in der Nationalelf gab er am 17. November 2019 in einem Qualifikationsspiel für den Afrika-Cup gegen Burkina Faso. Burkina Faso gewann das Spiel mit 2:1.